# 줄리언 슈윙거
줄리언 시모어 슈윙거(영어: Julian Seymour Schwinger, 1918년 2월 12일-1994년 7월 16일)는 미국의 이론 물리학자다. 그는 양자 전기역학의 기초를 닦은 공로로 1965년에 리처드 파인먼과 도모나가 신이치로와 함께 노벨 물리학상을 수상하였다.
슈윙거는 현대 양자장론을 정립하는 데 대표적인 기여를 했으며, 20세기를 대표한 물리학자 중 하나로 꼽힌다. 슈윙거의 양자 작용 원리(quantum action principle)와 양자장의 운동 방정식이 슈윙거의 기여 중 대표적이다. 최초의 전기·약 작용 모형을 발표하였으며, 중성미자에 대한 이론을 제시하였고, 스핀 3/2의 입자를 다루는 이론을 창안하였다.

## 생애
슈윙거는 1918년 2월 12일 뉴욕에서 태어났으며, 컬럼비아 대학교에 있던 이지도어 아이작 라비에게서 물리를 배웠다. 학위를 마치고 2년간 버클리에서 있었으며, 이 기간에 로버트 오펜하이머의 조수가 되었다. 태평양 전쟁이 발발하자 퍼듀 대학에서 공학도들에게 물리를 가르쳤다. 전쟁 기간 도중 매사추세츠 공과대학교에서 일했으며, 주로 밤에 혼자 일했다. 이 기간에 레이다에 대해 연구하였으며, 이것이 훗날 그가 양자 전기역학을 연구하는데 도움이 되었다. 전쟁이 끝나자 그는 하버드 대학교의 조교수가 되었고, 2년 뒤 정규 교수가 되었다.

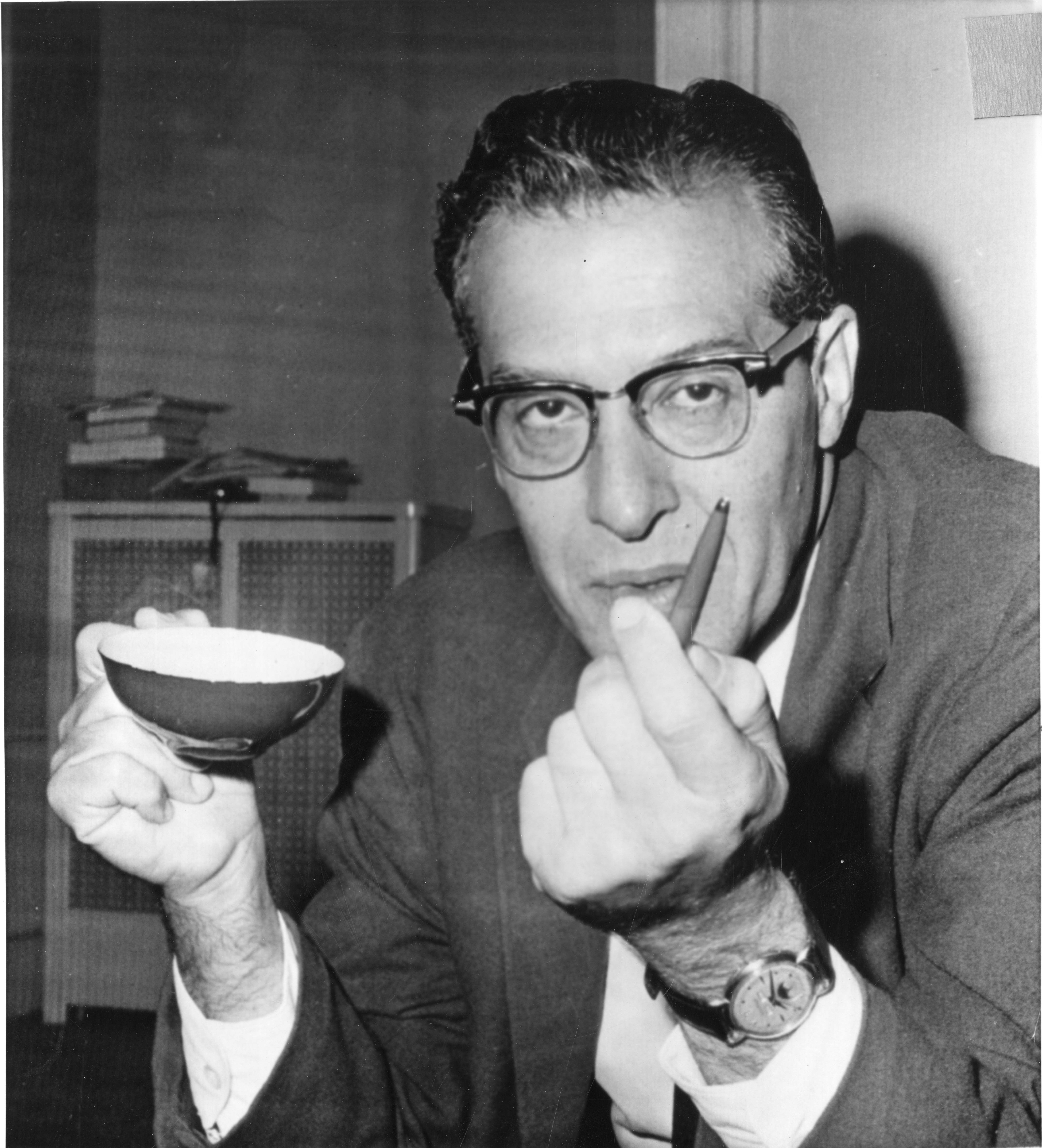
쥴리안 슈윙거는 1965년에 노벨 물리학상을 수상했다. 이 사진의 원래 자막은 "볼펜 한 자루가 그의 연구실이다"라는 문구이다.

### 진로
오펜하이머와 일한 이후 2차 세계대전 중에 슈윙거는 로스앨러모스 연구소 대신에 매사추세츠 공대 방사선연구소(Radiation Laboratory)에서 일했다. 그는 레이다의 개발에 이론적인 도움을 주었으며, 전쟁 이후 하버드 대학교에 들어가 1945년에서 1974년까지 일한다. 
슈윙거는 레이다를 개발하면서 그린 함수를 사용하는데 익숙해졌으며, 양자장론을 만들 때 그린 함수를 상대론적 불변량이 되도록 정의하였다. 이를 이용해서 양자전기역학에서 전자의 자기 모멘트를 계산하는 데 1차 수정을 가할 수 있었다. 이전에 상대론적 불변량이 아니었던 계산 방식으로 계산할 때, 전자의 자기 모멘트는 발산하고 있었는데, 슈윙거의 상대론적 대칭성을 이용한 방식으로는 그 발산을 피해갈 수 있었기에 유한한 계산값을 줄 수 있었다. 이후 슈윙거는 재규격화이론을 개발하고, 양자전기역학이 1차 근사에서 완전하도록 만들었다.
같은 시대에 그는 양자장론에서 전자-양전자쌍이 전기장에서 양자 터널링을 통해 생성될 확률을 구할 때 근사이론을 쓰지 않는 방식으로 계산해, 양자장론에서 섭동이론을 쓰지 않는 방식을 도입했다. 이 효과는 슈윙거 효과(영어: Schwinger effect)로 불리며, 이 현상은 양자장론에서 섭동 이론을 쓰면 알 수 없는 현상이다.

### 슈윙거와 파인먼
유명한 물리학자로서 슈윙거는 동시대의 전설적인 물리학자 리처드 파인먼과 종종 비교된다. 슈윙거는 양자장론에 방정식과 기호를 이용한 접근을 선호했다. 그는 국소 장 연산자와 그 사이의 관계식을 발견했으며, 물리학자들이 이 연산자의 대수를 이해해야 한다는 입장을 견지했다.
이와 대조되는 방향으로, 파인먼은 직관적인 방법을 선호했으며, 양자장론의 물리가 파인먼 도형을 통해서 전부 유도될 수 있다는 입장을 견지했다. 이는 양자장을 입자로 보는 해석을 준다. 슈윙거는 파인먼 도형에 대해서 다음과 같이 평했다.
| “ | 요즘의 실리콘 칩과 같이, 파인먼 도형은 계산법을 대중에게 보편화시켰다. (Like the silicon chips of more recent years, the Feynman diagram was bringing computation to the masses.) | ” |

슈윙거는 파인먼 도형을 별로 좋아하지 않았는데, 왜냐하면 파인먼 도형을 통해서 학생들이 양자장을 입자로 해석하여 양자"장"의 해석을 잊어버리게 할 수 있게 때문이었으며, 슈윙거의 관점에서 이는 양자장에 대한 이해를 방해하기 때문이었다. 그래서 슈윙거는 자신이 파인먼 도형을 완전히 이해하고, 때때로 사용했음에도 불구하고 수업에서 파인먼 도형을 가르치지 않았다.
노벨상을 같이 수상했지만, 슈윙거는 파인먼과 양자전기역학과 양자장론에 다른 접근을 시도했다. 파인먼은 조절을 이용했으나, 슈윙거는 재규격화를 이용해 조절을 이용하는 방법을 피했다. 파인먼은 입자의 경로적분을 통한 접근이 옳은 접근이라고 믿었으나, 슈윙거는 국소장으로 양자장론을 기술하는 것이 옳은 접근이라고 믿었다. 하지만 그들은 서로 상대방의 결과를 면밀히 검토했으며, 서로를 존중하며 일했다. 파인먼의 장례식 때 슈윙거는 파인먼을 다음과 같이 평했다.
| “ | 정직한 인간이며, 우리 시대의 사람 가운데 독보적인 직관을 가진 사람이었다. 그리고 세상을 다른 관점으로 살아가면 어떤 것이 가능한지 보여준 대표적인 예였다.(An honest man, the outstanding intuitionist of our age, and a prime example of what may lie in store for anyone who dares to follow the beat of a different drum.) | ” |

### 죽음

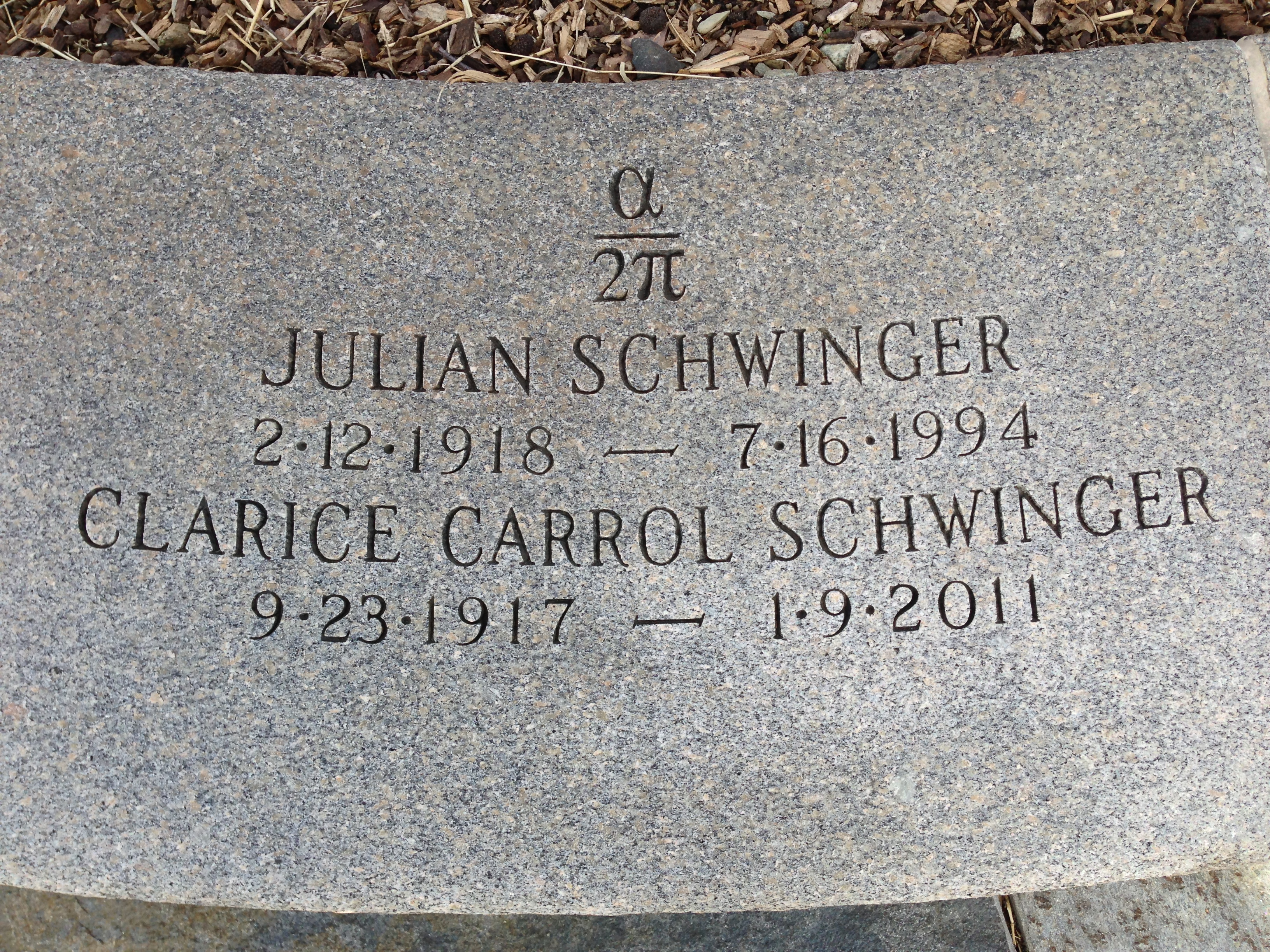
슈윙거의 묘비. 전자 비정상 자기 모멘트 가 적혀 있다.

슈윙거는 마운트오번 공동묘지(Mount Auburn Cemetery)에 매장되었다. 묘비에는 이름 위에 {\displaystyle {\frac {\alpha }{2\pi }}}라는 공식이 적혀 있는데, 이는 그가 한 전자 비정상 자기 모멘트에 대한 양자전기역학적 계산을 나타낸다.

## 주요 저술
- Feshbach, H., Schwinger, J. & J. A. Harr. "Effect of Tensor Range in Nuclear Two-Body Problems", Computation Laboratory of 하버드 대학교, 미국 에너지부 (through predecessor agency the Atomic Energy Commission), (November 1949).
- Schwinger, J. "On Angular Momentum", 하버드 대학교, Nuclear Development Associates, Inc., 미국 에너지부 (through predecessor agency the Atomic Energy Commission), (January 26, 1952).
- Schwinger, J. "The Theory of Quantized Fields. II", 하버드 대학교, 미국 에너지부 (through predecessor agency the Atomic Energy Commission), (1951).
- Schwinger, J. "The Theory of Quantizied Fields. III", 하버드 대학교, 미국 에너지부 (through predecessor agency the Atomic Energy Commission), (May 1953).
- Einstein's Legacy (1986) Scientific American Library

## 참고 문헌
- (영어) Mehra, Jagdish, and Milton, Kimball A. (2000) Climbing the Mountain: the scientific biography of Julian Schwinger. Oxford University Press.
- Milton, Kimball A. (2007년 1월). “Julian Schwinger: from nuclear physics and quantum electrodynamics to source theory and beyond”. 《Physics in Perspective》 (영어) 9 (1): 70–114. arXiv:physics/0610054. Bibcode:2007PhP.....9...70M. doi:10.1007/s00016-007-0326-6. ISSN 1422-6944.
- (영어) Schweber, Sylvan (1994) QED and the men who made it: Dyson, Feynman, Schwinger, and Tomonaga. Princeton Univ. Press: chpt. 7. ISBN 978-0-691-03327-3.
- (영어) Ng, Y. Jack, ed. (1996) Julian Schwinger: The Physicist, the Teacher, and the Man. Singapore: World Scientific. ISBN 981-02-2531-8.
- Schwinger, Julian Seymour (2000). 《A quantum legacy: seminal papers of Julian Schwinger》 (영어). World Scientific series in 20th century physics 26. Kimball A. Milton, ed. World Scientific. ISBN 9789810240066.